# The Blue Yonder
The Blue Yonder (ook gekend als Time Flyer) is een Amerikaanse sciencefiction-avonturenfilm uit 1985 onder regie van Mark Rosman, die ook het scenario schreef. De hoofdrollen worden vertolkt Peter Coyote, Huckleberry Fox, Art Carney, Dennis Lipscomb en Joe Flood.

## Verhaal
Jonathan Knicks is een 11-jarige jongen die terug in de tijd reist van 1985 tot 1927 met een tijdmachine, gebouwd door familievriend Henry Coogan op basis van de theoretische blauwdrukken van Jonathans eigen grootvader. Daar ontmoet Jonathan zijn illustere grootvader Max Knickerbocker. Max is omgekomen toen hij Charles Lindbergh probeerde te verslaan door als eerste solo de Atlantische Oceaan over te steken in zijn tweedekker genaamd "The Blue Yonder". Jonathan probeert wanhopig een manier te vinden om dat te voorkomen en daarmee de loop van de geschiedenis te veranderen.

## Rolverdeling
| Acteur          | Personage           |
| --------------- | ------------------- |
| Peter Coyote    | Max Knickerbocker   |
| Huckleberry Fox | Jonathan Knicks     |
| Art Carney      | Henry Coogan        |
| Dennis Lipscomb | Finch               |
| Joe Flood       | Leary               |
| Mittie Smith    | Helen Knickerbocker |
| Frank Simons    | Young Coogan        |
| Stu Klitsner    | Mr. Knicks          |
| Morgan Upton    | Police Captain      |
| Bennett Cale    | Dooley              |
| Cyril Clayton   | Drunk               |
| Charles Adams   | News Vendor         |
| Gretchen Grant  | Mrs. Knicks         |

## Trivia
- The Blue Yonder is een van de drie Disney Channel-films geregisseerd door Mark Rosman, de andere twee zijn Spot Marks the X (1986) en Life-Size (2000).